# Алтхофен
Алтхофен (на немски: Althofen) е град в Южна Австрия. Разположен е в окръг Санкт Файт ан дер Глан на провинция Каринтия. Надморска височина 714 m. Отстои на около 30 km на север от провинциалния център град Клагенфурт. Има жп гара. Население 4659 жители към 1 април 2009 г.